# Milun Marović
Milun Marović (en serbe : Милун Маровић), né le 15 septembre 1947, à Čačak, en République socialiste de Serbie et décédé le 19 octobre 2009 en Libye à la suite d'un accident de voiture, est un ancien joueur yougoslave de basket-ball.

## Palmarès
- Finaliste du championnat du monde 1974
- Champion d'Europe 1973
- Vainqueur des Jeux méditerranéens de 1971
- Champion de Yougoslavie 1973